# 죽녹원
죽녹원(竹綠苑)은 전라남도 담양군 담양읍 향교리에 있는 대나무 정원이다. 2003년 5월에 개장하였다.

## 소개
담양군이 성인산 일대에 죽림조성을 하면서 세운 대나무 정원이다. 죽림욕을 즐길 수 있는 대나무가 식재되어있으며 대숲길을 따라 산책을 즐길 수 있다. 푸르게 자라서 보이는 대나무들이 싱그럽게 펼쳐져 있어서 죽림욕을 즐길 수 있으며 많은 관광객들이 찾아오고 있다. 

## 현황
담양에서 자란 대나무가 식재되어 있으며 총 8개의 산책로를 통해서 산책과 죽림욕을 즐길 수 있다. 대나무길은 8개 코스로 나뉘어 원하는 길을 직접 갈 수 있으며 난이도에 따라 오르막길도 있는 편이다. 
영화 알포인트에서 전투씬을 촬영한 촬영지가 있으며 한국방송공사 1박 2일 1기 멤버들이 담양 여행을 갔을 때 은지원과 이승기가 게임을 하다가 빠졌다는 연못이 있고 대나무 산책로 사이에 채상장전시관과 이이남아트센터가 있다. 그 외에 명옥헌, 우승당, 죽로차제다실과 추성창의기념관이 있다.  

## 위치
담양읍에서 죽녹원로를 따라 갈 수 있으며 전남도립대학과 관방제림, 담양향교가 있고 국수거리에 국수집들이 밀집해있다. 

## 주의사항
죽녹원의 대나무는 보호종으로 대나무 표면에 조각도 등으로 낙서를 하거나 상처를 입히거나 절단을 할 수 없으며 허가없는 댓잎과 죽순 채취가 금지되어있다. 

## 갤러리

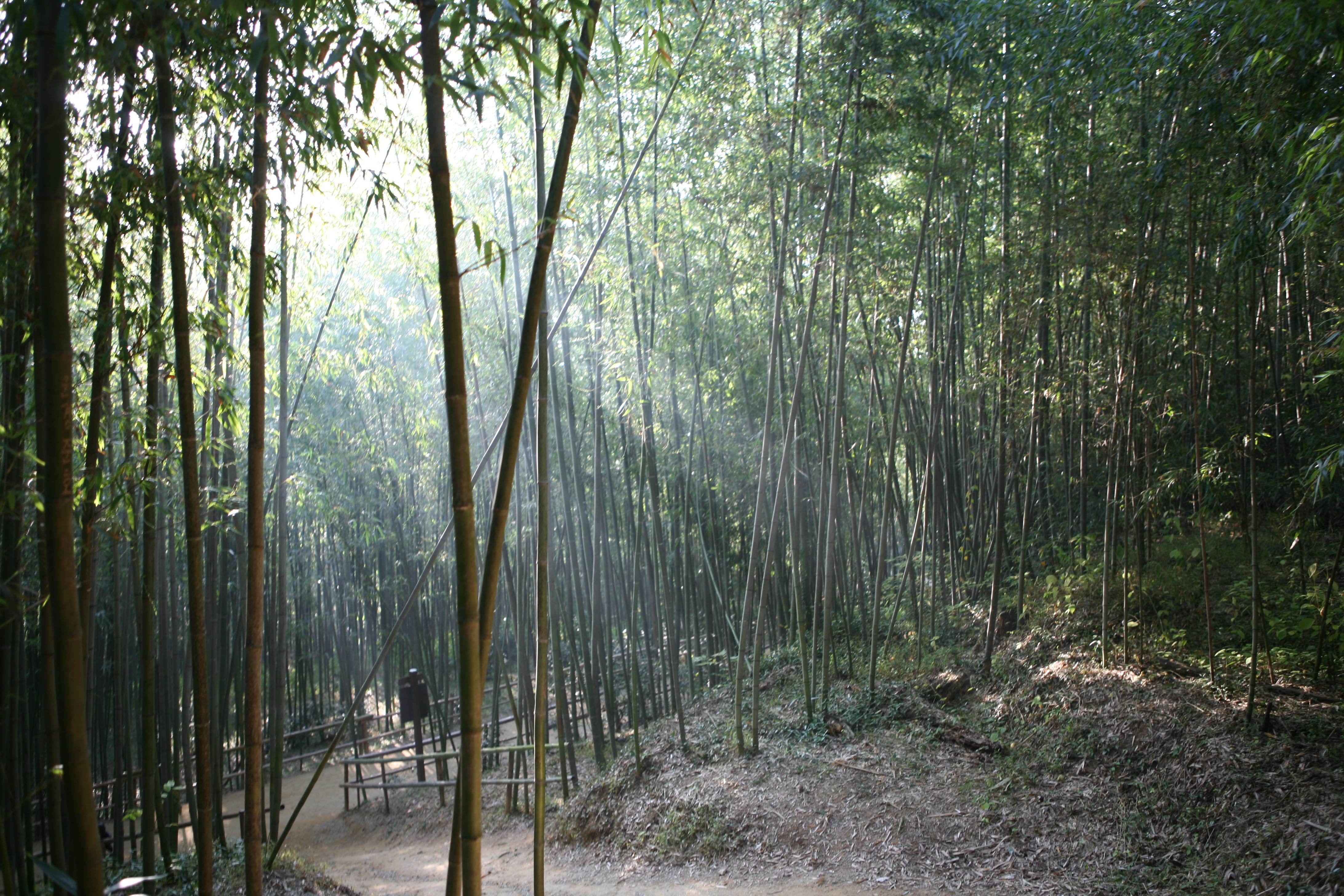
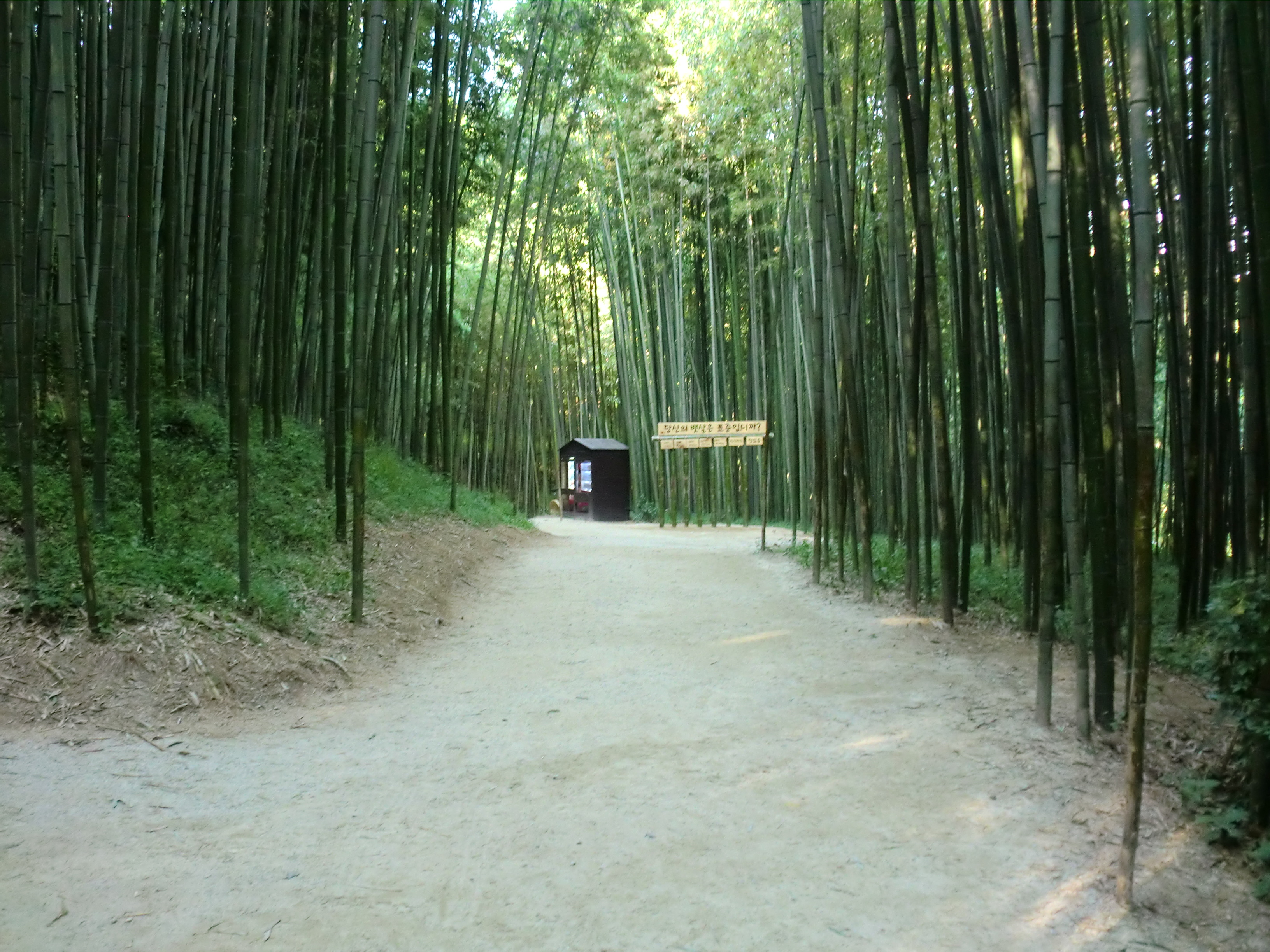
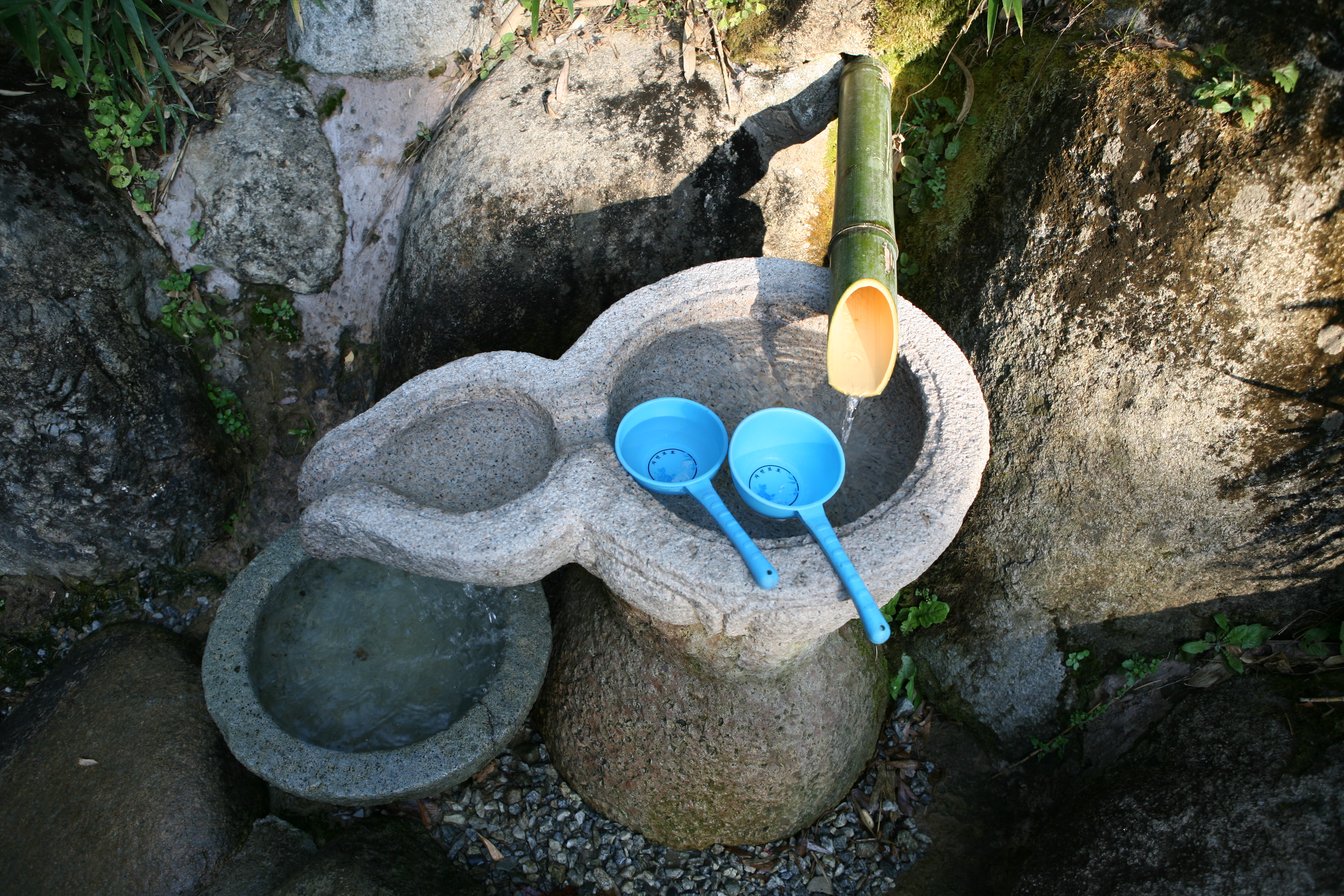
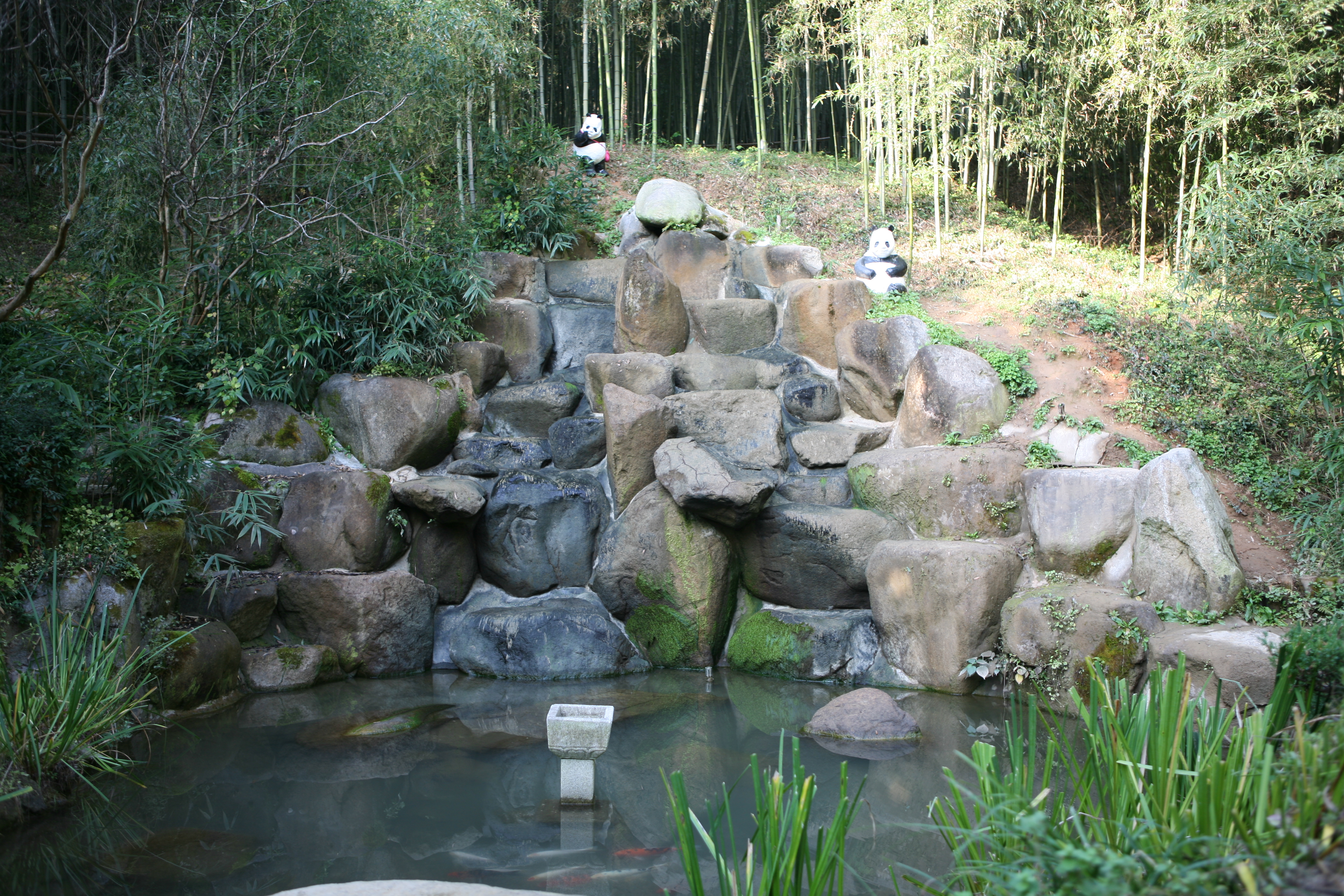

## 같이 보기
- 대나무